# Monumento a Narciso Díaz de Escovar

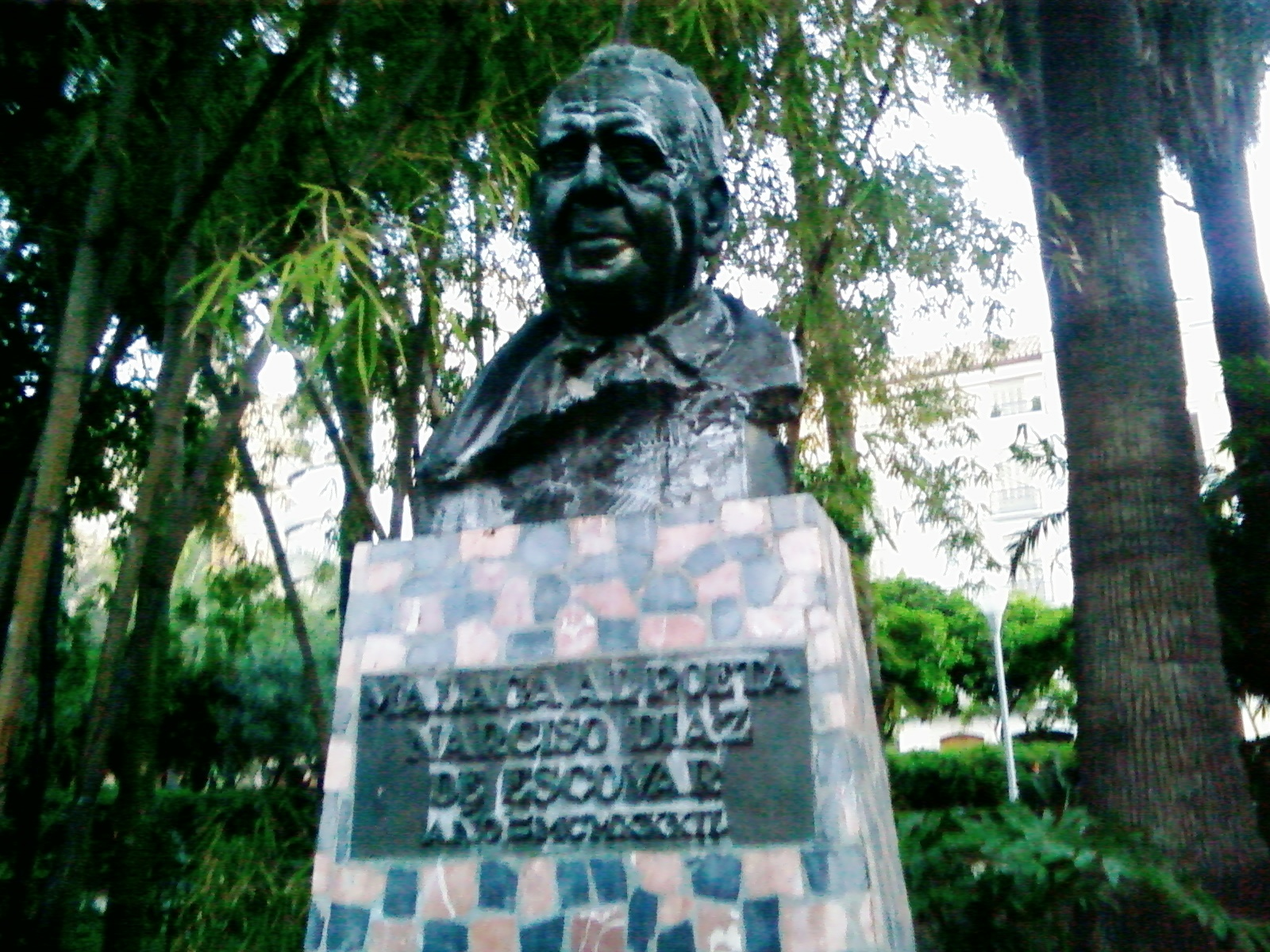
Busto a Díaz de Escovar en Málaga.

El monumento a Narciso Díaz de Escovar es un busto de bronce situado sobre un pedestal en el Parque de la ciudad española de Málaga. Obra del escultor Juan López López, fue inaugurada en 1932 en homenaje al erudito historiador malagueño Narciso Díaz de Escovar.
Se sitúa frente al Palacio de la Aduana en un pequeño jardín con bancos curvos decorados con troceado o 'picadillo' de azulejería, en una modesta evocación del mosaico «zellige» y el «trencadís» gaudiniano. Completan el conjunto dos esculturas romanas y una fuente cuadrilobulada de la que arranca un vástago con mascarones, escudos y la inscripción del Ayuntamiento malagueño.